# Gregor Edelmann
Gregor Edelmann (* 1954 in Suhl) ist ein deutscher Dramaturg, Journalist und Drehbuchautor.

## Leben
Von 1981 bis 1989 war Edelmann verantwortlicher Dramaturg für DDR-Dramatik im Henschel-Theaterverlag Berlin, u. a. von Heiner Müller, Peter Hacks, Volker Braun. 1990 gründete er zusammen mit seiner langjährigen Lebensgefährtin, der Schauspielerin Vera Oelschlegel und dem Kulturwissenschaftler André Plath das Tourneetheater Theater des Ostens. Mehrere Regiearbeiten folgten, darunter August Strindbergs Totentanz und Jean Racines Phädra. Ab 1991 war er Theaterkritiker (Berliner Zeitung) und Serienautor der Bild-Zeitung. 1996 wurde er Pressesprecher von Peter Zadek und Heiner Müller am Berliner Ensemble. Seitdem arbeitet er als Drehbuchautor. Er lebt in Berlin.

## Auszeichnungen
- 1999 Deutscher Fernsehpreis Bester Autor einer Serie für Der letzte Zeuge
- 2005 Bayerischer Fernsehpreis Bestes Drehbuch und Bester Schauspieler in einer Serie für Gregor Edelmann und Ulrich Mühe

## Filmographie
- 1996–2006: Der letzte Zeuge,  ZDF-Fernsehserie. Idee und Buch (63 Folgen). Regie: Bernhard Stephan u. a.
- 2009–2012: Flemming, ZDF-Fernsehserie, Idee und Buch. Regie: Claudia Garde, Bernhard Stephan, Matthias Tiefenbacher, Uwe Janson u. a.